# Faro de Cabo de las Agujas
El Faro de Cabo de las Agujas (en inglés: Cape Agulhas Lighthouse, en afrikáans: Kaap Agulhasvuurtoring) es un faro situado en el Cabo de las Agujas, en la Provincia Occidental del Cabo, Sudáfrica, 170 km al sureste de Ciudad del Cabo. Es el segundo faro en servicio más antiguo de Sudáfrica, después del faro de Green Point en Ciudad del Cabo. Marca el punto más meridional del continente africano y donde, a efectos hidrográficos, se establece la línea de separación entre los océanos Atlántico e Índico.

## Historia
Entró en servicio en 1849. Debido al deterioro de la piedra arenisca con la que estaba construido que ponía en riesgo la estabilidad del faro, en 1968 fue desactivado y construida una torre de aluminio a su lado en su sustitución. Los trabajos de restauración duraron hasta 1988 en que pudo volver a ponerse en servicio. Tanto el lugar del faro como la torre están abiertos al público.

## Características
El faro es una torre troncocónica de color rojo con una banda horizontal blanca a la mitad de su altura junto a un edificio de una planta rematado por dos torrecillas en sus extremos. Emite un destello de luz blanca cada 5 segundos y tiene un alcance de 30 millas náuticas.